# ريو هوايونغ
ريو هوايونغ (류화영) مغنية راب وممثلة كورية جنوبية. وعضوة سابقة في فرقة تي آرا. ولدت في 22 أبريل 1993 في غوانغجو، كوريا الجنوبية.

## أعمالها

### مسلسلات
- المؤامرة
- عصر الشباب
- الكلب المجنون (mad dog)

### برامج تلفزيونية
- ستار كينغ

## روابط أضافية
- ريو هوايونغ على موقع IMDb (الإنجليزية)
- ريو هوايونغ على موقع ميوزك برينز (الإنجليزية)
- ريو هوايونغ على موقع ديسكوغز (الإنجليزية)
- ريو هوايونغ على موقع قاعدة بيانات الفيلم (الإنجليزية)